# Guillaume Musso
Guillaume Musso (ur. 6 czerwca 1974 w Antibes) – francuski powieściopisarz.

## Życiorys
Z wykształcenia ekonomista, tytuł licencjata otrzymał na uniwersytecie w Nicei, studia kontynuował w Montpellier. Z zawodu nauczyciel, przez kilka lat nauczał w liceum w Lotaryngii. Pracował także na uniwersytecie w Nancy.
W 2001 roku wydał swoją pierwszą powieść pt. Skidamarink. Jego druga powieść, z 2004 roku, Et après... sprzedała się we Francji w ponad 2 mln egzemplarzy i została przetłumaczona na 24 języki. Prawa do jej ekranizacji wykupiła wytwórnia Fidélité Productions.
W 2012 roku został wyróżniony Orderem Sztuki i Literatury w stopniu kawalera.

## Twórczość
- Skidamarink, 2001 (brak wyd. polskiego)
- Potem... (Et après...), 2004
- Uratuj mnie (Sauve-moi), 2005
- Będziesz tam? (Seras-tu là), 2006
- Ponieważ cię kocham (Parce que je t’aime), 2007
- Wrócę po ciebie (Je reviens te chercher), 2007
- Kim byłbym bez ciebie? (Que serais-je sans toi?), 2009
- Papierowa dziewczyna (La fille de papier), 2010
- Telefon od anioła (L’appel de l’ange), 2011
- 7 lat później... (7 ans après...), 2012
- Jutro (Demain), 2013
- Central Park, 2014 (wyd. polskie 2015)
- Ta chwila (L’instant prèsent – wyd. francuskie 2015, wyd. polskie 2016)
- Dziewczyna z Brooklynu (La fille de Brooklyn – wyd. francuskie 2016, wyd. polskie 2017)
- Apartament w Paryżu (Un appartement à Paris), 2017
- Zjazd absolwentów (La jeune fille et la nuit – wyd. francuskie 2018, wyd. polskie 2019)
- Sekretne życie pisarzy (La vie secrète des écrivains – wyd. francuskie 2019, wyd. polskie 2020)
- Zabawa w chowanego (La vie est un roman – wyd. francuskie 2020, wyd. polskie 2021)
- Nieznajoma z Sekwany (L’inconnue de la Seine, 2021)
- Gdzie jest Angelique? (Angelique - wyd. francuskie 2022, wyd. polskie 2023)
- Ktoś inny (Quelqu'un d'autre, 2024)